# Diocesi di Are di Mauritania
La diocesi di Are di Mauritania (in latino: Dioecesis Arensis in Mauretania) è una sede soppressa e sede titolare della Chiesa cattolica.

## Storia
Are di Mauritania, identificabile con Ksar-Tarmounth nell'odierna Algeria, è un'antica sede episcopale della provincia romana della Mauritania Sitifense.
Nessun vescovo di questa diocesi è noto con certezza. Tuttavia alla conferenza di Cartagine del 411 due vescovi donatisti firmarono come vescovi Arensis, ossia Secondo e Donato. È però impossibile stabilire a quale delle due sedi, Are di Mauritania o Are di Numidia, appartengano questi due prelati.
Dal 1933 Are di Mauritania è annoverata tra le sedi vescovili titolari della Chiesa cattolica; dal 10 dicembre 2022 il vescovo titolare è Gabriel Msipu Phiri, vescovo ausiliare di Chipata.

## Cronotassi

### Vescovi residenti
- Donato o Secondo ? † (menzionati nel 411) (vescovi donatisti)

### Vescovi titolari
- Michel-Jules-Joseph-Marie Bernard, C.S.Sp. † (2 maggio 1964 - 15 gennaio 1966 nominato arcivescovo, titolo personale, di Nouakchott)
- Lucien-Sidroine Lebrun † (22 marzo 1966 - 10 dicembre 1970 dimesso)
- Antônio Sarto, S.D.B. † (18 maggio 1971 - 26 maggio 1978 dimesso)
- Patrick Mumbure Mutume † (15 marzo 1979 - 8 febbraio 2017 deceduto)
- Jesús Ruiz Molina, M.C.C.I. (11 luglio 2017 - 10 marzo 2021 nominato vescovo di Mbaïki)
- Gabriel Msipu Phiri, dal 10 dicembre 2022